# Roberto Lavagna
Roberto Lavagna (ur. 24 marca 1942 w Buenos Aires) – argentyński ekonomista i polityk, minister gospodarki i produkcji w latach 2002–2005, kandydat na urząd prezydenta w wyborach w 2007.

## Kariera polityczna
Roberto Lavagna urząd ministra gospodarki i produkcji objął 27 kwietnia 2002 w czasie przejściowej prezydentury Eduardo Duhalde. 25 maja 2003 został zatwierdzony na stanowisku również przez nowego prezydenta Néstora Kirchnera.
W czasie swojego urzędowania musiał zmierzyć się ze skutkami argentyńskiego kryzysu gospodarczego. Jako minister doprowadził do restrukturyzacji zadłużenia zagranicznego sięgającego wówczas ponad 100 mld USD.
Lavagna został odwołany ze stanowiska ministra przez prezydenta Kirchnera 27 listopada 2005. Powody dymisji nie zostały podane do publicznej wiadomości. Według komentatorów politycznych przyczyną dymisji miał być brak sukcesów w zwalczaniu inflacji, oskarżenia o próby kartelizacji gospodarki i wreszcie skomplikowane relacje ministra z prezydentem.
Robert Lavagna był oficjalnym kandydatem na urząd szefa państwa w wyborach prezydenckich 28 października 2007. Otrzymał poparcie Radykalnej Unii Obywatelskiej, socjalistów i zwolenników byłego prezydenta Duhalde. W wyborach tych zajął trzecie miejsce, uzyskując 16,9% głosów poparcia. Wyprzedziły go dwie kobiety, Cristina Fernández de Kirchner oraz Elisa Carrió, które zdobyły odpowiednio 45% i 23% głosów.